# 밤의 악대
《밤의 악대》는 크랜필드의 첫 정규 앨범이다. 수록곡들은 현실보다는 꿈의 논리에 따른 초감각적인 주제들을 이루고 있으며 다양한 상징과 중의적 표현들로 가득하다. 대부분의 가사는 송라이터인 이성혁의 유년시절 기억들을 모티브로 하여 만들어졌다.

## 수록곡
전체 작사·작곡: 이성혁
| #            | 제목                     | 재생 시간 |
| ------------ | ------------------------ | --------- |
| 1.           | 〈밤의 악대〉            | 3:30      |
| 2.           | 〈꿈〉                   | 4:48      |
| 3.           | 〈파피용〉               | 2:59      |
| 4.           | 〈회전목마〉             | 1:11      |
| 5.           | 〈만화경〉               | 3:28      |
| 6.           | 〈모래의 성〉            | 3:33      |
| 7.           | 〈꼬리〉                 | 3:49      |
| 8.           | 〈변형 무지개〉          | 2:50      |
| 9.           | 〈뿔〉                   | 1:43      |
| 10.          | 〈환상의 밤〉            | 5:21      |
| 11.          | 〈플라스틱 모조 스마일〉 | 3:32      |
| 총 재생 시간 | 총 재생 시간             | 36:40     |